# ساتورنالية
الساتورنالية (التسمية الثنائية:†Saturnalia) هي جنس منقرض من الديناصورات القاعدية يتبع فصيلة عظايا غوايبا من رتبة شبيهات عظائيات الأرجل.